# Campionato europeo maschile di pallavolo 1951
Il campionato europeo maschile di pallavolo 1951 si è svolto dal 15 al 22 settembre 1951 a Parigi, in Francia: al torneo hanno partecipato dieci squadre nazionali europee e la vittoria finale è andata per la seconda volta consecutiva all'[[Nazionale maschile  di pallavolo dell'
Unione Sovietica|
Unione Sovietica]].

## Regolamento

### Formula
Le squadre hanno disputato una prima fase a gironi con formula del girone all'italiana; al termine della prima fase:
- Le prime due classificate di ogni girone hanno acceduto al girone per il primo posto, strutturato in un girone all'italiana.
- L'ultima classificata del girone A e C e le ultime due classificate del girone B hanno acceduto al girone per il settimo posto, strutturato in un girone all'italiana.

### Criteri di classifica
Sono stati assegnati 2 punti alla squadra vincente e 1 a quella sconfitta.
L'ordine del posizionamento in classifica è stato definito in base a:
- Punti;
- Ratio dei set vinti/persi;
- Ratio dei punti realizzati/subiti;
- Risultati degli scontri diretti.

## Squadre partecipanti
| Squadra | Qualificazione      | Ultima partecipazione |
| --- | ------------------- | --------------------- |
| Belgio | -                   | Italia 1948           |
| Bulgaria | -                   | Bulgaria 1950         |
| Francia | Paese organizzatore | Italia 1948           |
| Israele | -                   | Debutto               |
| Italia | -                   | Italia 1948           |
| Jugoslavia | -                   | Debutto               |
| Paesi Bassi | -                   | Italia 1948           |
| Portogallo | -                   | Italia 1948           |
| Romania | -                   | Bulgaria 1950         |
| [[File: Flag of the Soviet Union (1936 – 1955).svg\|class=noviewer\| Unione Sovietica (bandiera)\|border\|20x16px]] [[Nazionale maschile di pallavolo dell' Unione Sovietica\| Unione Sovietica]] | -                   | Bulgaria 1950         |

## Torneo

### Fase a gironi
| Girone A | Girone B    | Girone C |
| --- | ----------- | -------- |
| Belgio | Bulgaria    | Francia  |
| Italia | Jugoslavia  | Israele  |
| [[File: Flag of the Soviet Union (1936 – 1955).svg\|class=noviewer\| Unione Sovietica (bandiera)\|border\|20x16px]] [[Nazionale maschile di pallavolo dell' Unione Sovietica\| Unione Sovietica]] | Paesi Bassi | Romania  |
| - | Portogallo  | -        |

#### Girone A

##### Risultati
| 15 settembre 1951 ?, Parigi Durata: ? - Spettatori: ? | Belgio | 3 - 0 | Italia | 15-6, 15-12, 15-13 |
| 16 settembre 1951 ?, Parigi Durata: ? - Spettatori: ? | [[Nazionale maschile di pallavolo dell' Unione Sovietica\| Unione Sovietica]] [[File: Flag of the Soviet Union (1936 – 1955).svg\|class=noviewer\| Unione Sovietica (bandiera)\|border\|20x16px]] | 3 - 0 | Italia | 15-4, 15-7, 15-2   |
| 17 settembre 1951 ?, Parigi Durata: ? - Spettatori: ? | [[Nazionale maschile di pallavolo dell' Unione Sovietica\| Unione Sovietica]] [[File: Flag of the Soviet Union (1936 – 1955).svg\|class=noviewer\| Unione Sovietica (bandiera)\|border\|20x16px]] | 3 - 0 | Belgio | 15-2, 15-1, 15-1   |

##### Classifica
| Pos. | Squadra | Pt | G | V | P | SV | SP | Ratio | PF | PS | Ratio |
| ---- | --- | -- | - | - | - | -- | -- | ----- | -- | -- | ----- |
| 1.   | [[File: Flag of the Soviet Union (1936 – 1955).svg\|class=noviewer\| Unione Sovietica (bandiera)\|border\|20x16px]] [[Nazionale maschile di pallavolo dell' Unione Sovietica\| Unione Sovietica]] | 4  | 2 | 2 | 0 | 6  | 0  | MAX   | 90 | 17 | 5,294 |
| 2.   | Belgio | 3  | 2 | 1 | 1 | 3  | 3  | 1,000 | 49 | 76 | 0,644 |
| 3.   | Italia | 2  | 2 | 0 | 2 | 0  | 6  | 0,000 | 44 | 90 | 0,488 |

      Qualificata al girone per il primo posto.
      Qualificata al girone per il settimo posto.

#### Girone B

##### Risultati
| 15 settembre 1951 ?, Parigi Durata: ? - Spettatori: ? | Jugoslavia | 3 - 0 | Portogallo  | 15-12, 15-7, 16-14        |
| 16 settembre 1951 ?, Parigi Durata: ? - Spettatori: ? | Jugoslavia | 1 - 3 | Bulgaria    | 10-15, 8-15, 16-14, 13-15 |
| 16 settembre 1951 ?, Parigi Durata: ? - Spettatori: ? | Portogallo | 3 - 1 | Paesi Bassi | 11-15, 15-12, 16-14, 15-6 |
| 17 settembre 1951 ?, Parigi Durata: ? - Spettatori: ? | Jugoslavia | 3 - 0 | Paesi Bassi | 15-3, 15-8, 15-12         |
| 17 settembre 1951 ?, Parigi Durata: ? - Spettatori: ? | Bulgaria   | 3 - 0 | Portogallo  | 15-5, 15-10, 15-1         |
| 18 settembre 1951 ?, Parigi Durata: ? - Spettatori: ? | Bulgaria   | 3 - 0 | Paesi Bassi | 15-1, 15-3, 15-2          |

##### Classifica
| Pos. | Squadra     | Pt | G | V | P | SV | SP | Ratio | PF  | PS  | Ratio |
| ---- | ----------- | -- | - | - | - | -- | -- | ----- | --- | --- | ----- |
| 1.   | Bulgaria    | 6  | 3 | 3 | 0 | 9  | 1  | 9,000 | 149 | 69  | 2,159 |
| 2.   | Jugoslavia  | 5  | 3 | 2 | 1 | 7  | 3  | 2,333 | 138 | 115 | 1,200 |
| 3.   | Portogallo  | 4  | 3 | 1 | 2 | 3  | 7  | 0,428 | 106 | 138 | 0,768 |
| 4.   | Paesi Bassi | 3  | 3 | 0 | 3 | 1  | 9  | 0,111 | 76  | 147 | 0,517 |

      Qualificata al girone per il primo posto.
      Qualificata al girone per il settimo posto.

#### Girone C

##### Risultati
| 15 settembre 1951 ?, Parigi Durata: ? - Spettatori: ? | Francia | 3 - 0 | Israele | 15-10, 15-7, 15-6         |
| 16 settembre 1951 ?, Parigi Durata: ? - Spettatori: ? | Romania | 3 - 1 | Francia | 13-15, 15-9, 16-14, 15-12 |
| 17 settembre 1951 ?, Parigi Durata: ? - Spettatori: ? | Romania | 3 - 0 | Israele | 15-3, 15-5, 15-6          |

##### Classifica
| Pos. | Squadra | Pt | G | V | P | SV | SP | Ratio | PF  | PS | Ratio |
| ---- | ------- | -- | - | - | - | -- | -- | ----- | --- | -- | ----- |
| 1.   | Romania | 4  | 2 | 2 | 0 | 6  | 1  | 6,000 | 104 | 64 | 1,625 |
| 2.   | Francia | 3  | 2 | 1 | 1 | 4  | 3  | 1,333 | 95  | 82 | 1,158 |
| 3.   | Israele | 2  | 2 | 0 | 2 | 0  | 6  | 0,000 | 37  | 90 | 0,411 |

      Qualificata al girone per il primo posto.
      Qualificata al girone per il settimo posto.

### Fase finale

#### Girone 1º posto

##### Risultati
| 18 settembre 1951 ?, Parigi Durata: ? - Spettatori: ? | Jugoslavia | 0 - 3 | [[File: Flag of the Soviet Union (1936 – 1955).svg\|class=noviewer\| Unione Sovietica (bandiera)\|border\|20x16px]] [[Nazionale maschile di pallavolo dell' Unione Sovietica\| Unione Sovietica]] | 12-15, 2-15, 11-15              |
| 18 settembre 1951 ?, Parigi Durata: ? - Spettatori: ? | Francia | 3 - 2 | Bulgaria | 15-12, 15-9, 5-15, 10-15, 15-12 |
| 18 settembre 1951 ?, Parigi Durata: ? - Spettatori: ? | Romania | 3 - 0 | Belgio | 15-8, 15-3, 15-5                |
| 19 settembre 1951 ?, Parigi Durata: ? - Spettatori: ? | Jugoslavia | 3 - 2 | Romania | 11-15, 15-9, 5-15, 15-10        |
| 19 settembre 1951 ?, Parigi Durata: ? - Spettatori: ? | [[Nazionale maschile di pallavolo dell' Unione Sovietica\| Unione Sovietica]] [[File: Flag of the Soviet Union (1936 – 1955).svg\|class=noviewer\| Unione Sovietica (bandiera)\|border\|20x16px]] | 3 - 0 | Francia | 15-2, 15-6, 15-7                |
| 19 settembre 1951 ?, Parigi Durata: ? - Spettatori: ? | Bulgaria | 3 - 0 | Belgio | 15-2, 15-8, 15-7                |
| 20 settembre 1951 ?, Parigi Durata: ? - Spettatori: ? | Jugoslavia | 0 - 3 | Bulgaria | 5-15, 6-15, 8-15                |
| 20 settembre 1951 ?, Parigi Durata: ? - Spettatori: ? | [[Nazionale maschile di pallavolo dell' Unione Sovietica\| Unione Sovietica]] [[File: Flag of the Soviet Union (1936 – 1955).svg\|class=noviewer\| Unione Sovietica (bandiera)\|border\|20x16px]] | 3 - 0 | Romania | 15-9, 15-9, 15-7                |
| 20 settembre 1951 ?, Parigi Durata: ? - Spettatori: ? | Francia | 3 - 0 | Belgio | 15-8, 15-10, 15-5               |
| 21 settembre 1951 ?, Parigi Durata: ? - Spettatori: ? | Jugoslavia | 2 - 3 | Francia | 15-7, 6-15, 12-15, 15-12, 10-15 |
| 21 settembre 1951 ?, Parigi Durata: ? - Spettatori: ? | [[Nazionale maschile di pallavolo dell' Unione Sovietica\| Unione Sovietica]] [[File: Flag of the Soviet Union (1936 – 1955).svg\|class=noviewer\| Unione Sovietica (bandiera)\|border\|20x16px]] | 3 - 0 | Belgio | 15-4, 15-3, 15-3                |
| 21 settembre 1951 ?, Parigi Durata: ? - Spettatori: ? | Bulgaria | 3 - 2 | Romania | 15-1, 15-8, 8-15, 13-15, 15-7   |
| 22 settembre 1951 ?, Parigi Durata: ? - Spettatori: ? | Jugoslavia | 3 - 0 | Belgio | 16-14, 15-11, 15-6              |
| 22 settembre 1951 ?, Parigi Durata: ? - Spettatori: ? | [[Nazionale maschile di pallavolo dell' Unione Sovietica\| Unione Sovietica]] [[File: Flag of the Soviet Union (1936 – 1955).svg\|class=noviewer\| Unione Sovietica (bandiera)\|border\|20x16px]] | 3 - 0 | Bulgaria | 15-8, 15-3, 15-4                |
| 22 settembre 1951 ?, Parigi Durata: ? - Spettatori: ? | Romania | 3 - 0 | Francia | 17-15, 15-11, 17-15             |

##### Classifica
| Pos. | Squadra | Pt | G | V | P | SV | SP | Ratio | PF  | PS  | Ratio |
| ---- | --- | -- | - | - | - | -- | -- | ----- | --- | --- | ----- |
| 1.   | [[File: Flag of the Soviet Union (1936 – 1955).svg\|class=noviewer\| Unione Sovietica (bandiera)\|border\|20x16px]] [[Nazionale maschile di pallavolo dell' Unione Sovietica\| Unione Sovietica]] | 10 | 5 | 5 | 0 | 15 | 0  | MAX   | 225 | 90  | 2,500 |
| 2.   | Bulgaria | 8  | 5 | 3 | 2 | 11 | 8  | 1,375 | 234 | 187 | 1,251 |
| 3.   | Francia | 8  | 5 | 3 | 2 | 9  | 10 | 0,900 | 225 | 238 | 0,945 |
| 4.   | Romania | 7  | 5 | 2 | 3 | 10 | 9  | 1,111 | 229 | 231 | 0,991 |
| 5.   | Jugoslavia | 7  | 5 | 2 | 3 | 8  | 11 | 0,727 | 211 | 249 | 0,847 |
| 6.   | Belgio | 5  | 5 | 0 | 5 | 0  | 15 | 0,000 | 97  | 226 | 0,429 |

#### Girone 7º posto

##### Risultati
| 19 settembre 1951 ?, Parigi Durata: ? - Spettatori: ? | Portogallo  | 3 - 2 | Italia      | 9-15, 15-12, 7-15, 15-13, 15-11 |
| 19 settembre 1951 ?, Parigi Durata: ? - Spettatori: ? | Paesi Bassi | 3 - 2 | Israele     | 13-15, 18-16, 15-8, 6-15, 15-5  |
| 20 settembre 1951 ?, Parigi Durata: ? - Spettatori: ? | Italia      | 3 - 0 | Israele     | 15-9, 15-6, 18-16               |
| 20 settembre 1951 ?, Parigi Durata: ? - Spettatori: ? | Portogallo  | 3 - 0 | Paesi Bassi | 15-9, 15-7, 15-11               |
| 21 settembre 1951 ?, Parigi Durata: ? - Spettatori: ? | Italia      | 3 - 0 | Paesi Bassi | 15-10, 15-13, 15-13             |
| 22 settembre 1951 ?, Parigi Durata: ? - Spettatori: ? | Portogallo  | 3 - 0 | Israele     | 15-9, 15-6, 15-13               |

##### Classifica
| Pos. | Squadra     | Pt | G | V | P | SV | SP | Ratio | PF  | PS  | Ratio |
| ---- | ----------- | -- | - | - | - | -- | -- | ----- | --- | --- | ----- |
| 1.   | Portogallo  | 6  | 3 | 3 | 0 | 9  | 2  | 4,500 | 151 | 121 | 1,247 |
| 2.   | Italia      | 5  | 3 | 2 | 1 | 8  | 3  | 2,666 | 159 | 128 | 1,242 |
| 3.   | Paesi Bassi | 4  | 3 | 1 | 2 | 3  | 8  | 0,375 | 130 | 149 | 0,872 |
| 4.   | Israele     | 3  | 3 | 0 | 3 | 2  | 9  | 0,222 | 118 | 160 | 0,737 |

## Podio

### Campione
Unione Sovietica|
 
Formazione: Konstantin Reva, Vladimir Savvin, Valentin Kitaev, Vladimir Ščagin, Aleksej Jakušev, Porfirij Voronin, Vladimir Ul'janov, Sergej Nefëdov, Michail Pimenov, Vladimir Gaylit, Givi Achvlediani, Vladimir Andreev, CT: Anatoliy Chinilin

### Secondo posto
Formazione: Shopov, Gyuderov, Stoyanov, Pondalov, Kardjiev, Danailov, Badjakov, Konarev, Mehandjiyski, Petkov, Parlev, Denev, CT: Elenkov

### Terzo posto
Formazione: Igor Boulatsel, René Brockly, Igor Chichkine, Alphons Claparède, Michel Constantin, René Demotte, François Dujardin, Henri Pasqualini, Robert Pujol, Jack Vabre, René Van Brantegem, Jackues Vilmin, CT: Marcel Mathore

## Classifica finale
| Pos | Squadra |
| --- | --- |
|     | [[File: Flag of the Soviet Union (1936 – 1955).svg\|class=noviewer\| Unione Sovietica (bandiera)\|border\|20x16px]] [[Nazionale maschile di pallavolo dell' Unione Sovietica\| Unione Sovietica]] |
|     | Bulgaria |
|     | Francia |
| 4   | Romania |
| 5   | Jugoslavia |
| 6   | Belgio |
| 7   | Portogallo |
| 8   | Italia |
| 9   | Paesi Bassi |
| 10  | Israele |